# Камерата Нуова
Камера̀та Нуо̀ва (на италиански: Camerata Nuova) е село и община в Централна Италия, провинция Рим, регион Лацио. Разположено е на 810 m надморска височина. Населението на общината е 485 души (към 2010 г.).